# زياد بن عبيد الله الحارثي
زياد بن عبيد الله بن عبد الله الحارثي خال أبو العباس السفاح وفد على عبد الملك وقيل على مروان بن محمد، وولي زياد الحرمين للسفاح والمنصور وأقام الحج للناس سنة ثلاث وثلاثين ومائة ثم عزله المنصور وتوفي في حدود الخمسين ومائة.,
جده عبد الله وفد على النبي ﷺ وكان اسمه عبد الحجر بن عبد المدان فسماه رسول الله ﷺ عبد الله.